# Avril
Avril és un municipi francès situat al departament de Meurthe i Mosel·la i a la regió del Gran Est. L'any 2007 tenia 801 habitants.

## Demografia

### Població
El 2007 la població de fet d'Avril era de 801 persones. Hi havia 278 famílies, de les quals 47 eren unipersonals (13 homes vivint sols i 34 dones vivint soles), 80 parelles sense fills, 147 parelles amb fills i 4 famílies monoparentals amb fills.
La població ha evolucionat segons el següent gràfic:
Habitants censats

### Habitatges
El 2007 hi havia 296 habitatges, 279 eren l'habitatge principal de la família, 2 eren segones residències i 15 estaven desocupats. 256 eren cases i 39 eren apartaments. Dels 279 habitatges principals, 229 estaven ocupats pels seus propietaris, 44 estaven llogats i ocupats pels llogaters i 6 estaven cedits a títol gratuït; 13 tenien dues cambres, 46 en tenien tres, 73 en tenien quatre i 147 en tenien cinc o més. 237 habitatges disposaven pel capbaix d'una plaça de pàrquing. A 103 habitatges hi havia un automòbil i a 157 n'hi havia dos o més.

### Piràmide de població
La piràmide de població per edats i sexe el 2009 era:
| Homes | Edats   | Dones |
| ----- | ------- | ----- |
| 0     | 95 o +  | 0     |
| 0     | 90 a 94 | 0     |
| 0     | 85 a 89 | 0     |
| 4     | 80 a 84 | 0     |
| 4     | 75 a 79 | 4     |
| 0     | 70 a 74 | 4     |
| 12    | 65 a 69 | 16    |
| 16    | 60 a 64 | 20    |
| 12    | 55 a 59 | 12    |
| 0     | 50 a 54 | 8     |
| 16    | 45 a 49 | 20    |
| 28    | 40 a 44 | 20    |
| 12    | 35 a 39 | 28    |
| 28    | 30 a 34 | 24    |
| 36    | 25 a 29 | 28    |
| 16    | 20 a 24 | 8     |
| 16    | 15 a 19 | 12    |
| 40    | 10 a 14 | 20    |
| 32    | 5 a 9   | 24    |
| 16    | 0 a 4   | 16    |

## Economia
El 2007 la població en edat de treballar era de 535 persones, 390 eren actives i 145 eren inactives. De les 390 persones actives 361 estaven ocupades (204 homes i 157 dones) i 29 estaven aturades (12 homes i 17 dones). De les 145 persones inactives 41 estaven jubilades, 47 estaven estudiant i 57 estaven classificades com a «altres inactius».

### Ingressos
El 2009 a Avril hi havia 329 unitats fiscals que integraven 969 persones, la mediana anual d'ingressos fiscals per persona era de 18.639 €.

### Activitats econòmiques
Dels 15 establiments que hi havia el 2007, 1 era d'una empresa alimentària, 1 d'una empresa de fabricació d'altres productes industrials, 4 d'empreses de construcció, 2 d'empreses de comerç i reparació d'automòbils, 2 d'empreses de transport, 1 d'una empresa d'hostatgeria i restauració, 3 d'empreses immobiliàries i 1 d'una empresa classificada com a «altres activitats de serveis».
Dels 7 establiments de servei als particulars que hi havia el 2009, 2 eren tallers de reparació d'automòbils i de material agrícola, 1 guixaire pintor, 1 lampisteria, 1 electricista, 1 restaurant i 1 agència immobiliària.
L'any 2000 a Avril hi havia 9 explotacions agrícoles que ocupaven un total de 786 hectàrees.

## Equipaments sanitaris i escolars
El 2009 hi havia una escola elemental.

## Poblacions més properes
El següent diagrama mostra les poblacions més properes.